# Patrick Chakaipa
El reverendo Patrick Fani Chakaipa (Mhondoro, 25 de junio de 1932-Harare, 8 de abril de 2003) fue un sacerdote católico de Zimbabue que ejerció como arzobispo de Harare desde el 31 de mayo de 1976 hasta su deceso.
Pertenecía a la tribu shona y estudió secundaria en la Misión San Miguel de Mhondoro. En su juventud fue un gran futbolista y durante sus años en el seminario completó algunos libros en idioma shona que versan sobre la cultura africana.
Lo ordenaron sacerdote el 15 de agosto de 1965.
Asistió al juramento de Robert Mugabe y ofició su boda con Grace Mugabe.